# Abdelatif Laalou
Abdelatif Laalou (ur. 1953) – marokański piłkarz grający na pozycji bramkarza. W swojej karierze grał w reprezentacji Maroka.

## Kariera klubowa
W swojej karierze piłkarskiej Laalou grał w klubie AS Salé.

## Kariera reprezentacyjna
W 1980 roku El-Maamour został powołany do reprezentacji Maroka na Puchar Narodów Afryki 1980. Na tym turnieju rozegrał jeden mecz grupowy, z Gwineą (1:1). Z Marokiem zajął 3. miejsce w tym turnieju.